# Лондонски шпијун
Лондонски шпијун (енгл. London Spy) је британска шпијунска мини-серија у продукцији Би-Би-Си-ја из пет епизода. Прва епизода је премијерно приказана у понедељак 9. новембра 2015. на каналу Би-Би-Си два. Серију је креирао и написао британски књижевник Том Роб Смит.  Главну улогу тумачи Бен Вишо, док се у споредним улогама појављују Џим Бродбент, Едвард Холкрофт, Шарлот Ремплинг и Марк Гатис.
Серија започиње упознавањем и заљубљивањем двојице младића, романтичног и хедонистичког Денија (Бен Вишо) и асоцијалног и енигматичног Алекса (Едвард Холкрофт), за којег се касније испоставља да је део британске шпијунске службе. Након што је Алекс убијен, Дени покушава да расветли убиство свог партнера.

## Улоге
| Глумац          | Улога                |
| --------------- | -------------------- |
| Бен Вишо        | Дени Холт            |
| Џим Бродбент    | Скоти                |
| Едвард Холкрофт | Алекс Алистер Тарнер |
| Шарлот Ремплинг | Франсес Тарнер       |
| Марк Гатис      | Рич                  |